# 枝城长江大桥
枝城长江大桥，位于湖北省宜都市枝城镇和枝江市顾家店镇之间的焦柳铁路线上，铁路和公路都设在一个桥面上，是一座公铁两用的连续钢桁架结构桥。公路和铁路设于桁架下弦同一平面上，两桁架之间为双线铁路。铁路桥全长1742.3米，公路桥全长1744.8米。
业主为武汉铁路局荆门桥工段枝城桥隧车间。

## 历史
该桥于1971年9月大桥合龙。1971年12月26日举行大桥通车典礼仪式，当时的湖北省领导人张体学主持剪彩。枝城长江大桥是文化大革命时期为数不多的经济建设成果。